# 早川宗八郎
早川 宗八郎（はやかわ そうはちろう、1926年3月15日 - 2014年8月26日）は、日本の工学者。東京工業大学名誉教授、同大学元理学部長、職業能力開発総合大学校元校長、同大学校名誉教授。日本基督教団の牧師でもあった。東京大学工学博士。専門は固体光物性、紛体物性、エネルギー変換物性。

## 経歴
東京市本所区に生まれる。父50歳、母41歳という老齢の父母のもと、7人兄弟の末子として誕生した（8人目の子供だが1人は夭逝していた）。下町育ちそのままに、中学2年生までは毎日午後9時過ぎまでガキ大将として日々を過ごした。また、幼年のころから剣道の修練に励んだ。中学3年生のときにそれまでの生活にむなしさを感じ、第一高等学校に入ることと、剣道から禅の道に転換する目標を立てた。努力の甲斐あって、四修（飛び級）で一高理科の入試に合格した。また、受験勉強で忙しい中も剣道室で毎日1時間ずつ般若心経を輪読し、「色即是空、空即是色とは何か？」と思索を続けた。
太平洋戦争中に東京帝国大学理学部物理学科に入学し、空襲警報の下で細々ながら勉学を続けた。1945年3月の東京大空襲で家を焼かれてなくし、両親と兄1人も失った。自身も顔半面にやけどを負い、運河に飛び込んで2時間以上の逃避の末に一命を取りとめた。戦後、生き残った兄たちや知人の助けにより、1947年に大学を卒業、そのまま大学に残って研究生活に入った。
1952年に結婚し、その後2男をもうけた。東京工業大学助教授時代に約2年間米国留学をして、ユダヤ人の指導教授、知人と交際することにより、信仰の深さを知った。帰国後2年目、38歳で教授に昇格した。そのときは何とも言えぬもの悲しさ、むなしさを感じた。このころキリスト教と出会い、キリスト教徒となった。
東工大退官後、千葉大学を経て職業訓練大学校の校長となり、教育体制の見直しとカリキュラム・教員構成・施設設備の整備に尽力した。
東工大時代の教え子に菅直人（元首相）、吉川邦夫（東京工業大学教授）、富取正彦（北陸先端科学技術大学院大学教授）、明田川正人（長岡技術科学大学教授）、新井豊子（金沢大学教授）らがいる。

## 略歴
- 1926年 - 3月15日、東京市本所区（現在の東京都墨田区）にて8人兄弟の末子として出生。
- 1944年 - 第一高等学校理科乙類卒業。
- 1945年 - 3月10日、東京大空襲時に両親と兄1人を失う。自身も顔半面にやけどを負う。
- 1947年 - 東京帝国大学理学部物理学科卒業。東京大学理工学研究所助手。
- 1959年 - 2月、東京工業大学原子炉研究施設助教授。6月、東京大学より工学博士を受ける。学位論文は「粉体系物性の光学的および音響学的研究と応用」[1]。
- 1960年 - ニューヨーク大学交換教授。
- 1963年 - 東京工業大学理学部応用物理学科教授。
- 1964年 - 日本基督教団にて受洗。
- 1969年 - 東京工業大学理学部評議員。
- 1974年 - 東京いのちの電話相談員となる。のち評議員、理事。
- 1975年 - 東京工業大学総合理工学研究科エネルギー科学専攻教授（併任）。
- 1981年 - 東京工業大学総合研究館長（ - 1982年）。
- 1982年 - 東京工業大学図書館長（ - 1983年）。按手礼を受け、日本基督教団牧師となる。
- 1983年 - 東京工業大学理学部長（ - 1985年）。
- 1985年 - 東京工業大学図書館長（ - 1986年）。
- 1986年 - 東京工業大学を退官。千葉大学工学部教授。東京工業大学名誉教授。
- 1989年 - 職業訓練大学校（現職業能力開発総合大学校）校長（ - 2000年）。
- 1991年 - 中央職業能力開発審議会委員。
- 1993年 - 職業訓練大学校が職業能力開発大学校に名称変更。
- 2000年 - 職業能力開発総合大学校長を退任。同大学校顧問、名誉教授。
- 2006年 - （社）実践教育訓練研究協会顧問。
- 2014年 - 8月26日、老衰のため死去[2]。88歳没。

## 受賞等
- 1996年 - 応用物理学会 功労会員
- 2004年 - 瑞宝中綬章受章[3]

## 著書
- 岩波講座現代化学（酸塩基と酸化還元） （1956年）
- 粉体 理論と応用 （丸善 1962年、改訂2版 1979年）
- 粉体物性測定法 （朝倉書店 1973年）
- 物質と光 （朝倉書店 1976年）
- エネルギー化学 （共立出版 1982年）
- 実験物理学講座（紛体）　（共立出版 1986年）